# Ropani
Ropani war ein neapolitanisches Flächenmaß für schwieriges Gelände.
- 1 Ropani = 94,05 Quadratmeter